# Stamina
A Stamina egy 2007-es reggae album az Israel Vibration együttestől.

## Számok
1. Far Beyond (4:35)
2. Back Staba (3:51)
3. Flood Water (4:44)
4. Herb Is the Healing (4:32)
5. Gully Bank (4:19)
6. Natty Dread (4:17)
7. Lion in the Jungle (5:16)
8. Stamina (3:57)
9. Downtown Kingston Intro Ja (0:28)
10. Run Away Girl (4:41)
11. Cleanliness (3:55)
12. Little Children (5:14)
13. Free Loafter (3:51)
14. Sautez Reggae (3:59)